# Guatteria jamundensis
Guatteria jamundensis är en kirimojaväxtart som beskrevs av Robert Elias Fries. Guatteria jamundensis ingår i släktet Guatteria och familjen kirimojaväxter. Inga underarter finns listade i Catalogue of Life.